# Italia e Civiltà
Italia e Civiltà è stata una rivista fondata da Barna Occhini e pubblicata a Firenze con periodicità settimanale nel 1944.

## Storia
La rivista, diretta dal fondatore Barna Occhini, fu pubblicata a Firenze, durante l'occupazione nazista, dall'8 gennaio al 17 giugno 1944. Essa fu collaterale al governo saloino e si pose come obiettivo la rettificazione dell'esperienza fascista. Fu inoltre fortemente critica nei confronti degli eccessi del fascismo.
A questa rivista collaborarono, fra gli altri, Ardengo Soffici, Giovanni Gentile, Giotto Dainelli, Giovanni Spadolini, Primo Conti, Enrico Sacchetti e Carlo Martini.